# Llengües afroasiàtiques
Les llengües afroasiàtiques conformen una família lingüística constituïda per uns 375 idiomes i que, amb més de 400 milions de parlants, s'estén des de les costes atlàntiques de Mauritània a l'oest fins a la província iraniana del Khuzestan a l'est, i des de la frontera siriana amb Turquia al nord fins a Somàlia al sud.
Altres glotònims amb els quals es coneix o s'ha conegut algunes de les llengües afroasiàtiques són camiticosemítiques (no recomanable), hamitosemítiques (desaprovat), lisramic (Hodge 1972), erythraean (Tucker, 1966). Tot i que el terme camiticosemític (antic) s'ha usat en alguns textos com a sinònim d'afroasiàtic (modern), ambdues agrupacions no inclouen exactament les mateixes llengües. Concretament, algunes llengües considerades prèviament com a camítiques no semblaven emparentades amb la resta, mentre que altres llengües que havien estat excloses d'entre les camítiques tenien importants semblances amb la família. És per això que es va redefinir per complet la família i els seus subgrups i se li va donar un nom nou.

## Classificació
S'han fet diverses propostes sobre el lloc on es va parlar el protoafroasiàtic. Alguns estudiosos com Igor Diakonoff o Lionel Bender suggereixen Àfrica, particularment Etiòpia, a causa de la gran diversitat de llengües afroasiàtiques que s'hi troben. Alexander Militarev s'inclina per situar-la a l'Orient, relacionant-la amb la cultura natufiana. I finalment Christopher Ehret (1995) suggereix la costa occidental del mar Roig i ha proposat una sèrie de fases d'expansió a partir de l'11500 aC, que mostren un acord raonable amb les dades arqueològiques.
Les llengües semítiques són l'única subfamília afroasiàtica que es troba fora d'Àfrica. No obstant això, en temps històrics o protohistòrics, alguns parlants de llengües semítiques van tornar des del sud d'Aràbia a Etiòpia. És per això que algunes llengües etíops (com l'amhàric) són semítiques en comptes de pertànyer al substrat dels grups cuixític o omòtic. (Una minoria d'acadèmics com A. Murtonen (1967) estan en desacord amb aquesta teoria, i suggereixen que la família semítica pogués haver-se originat a Etiòpia.)
Segons Ehret (1996), les llengües tonals afroasiàtiques pertanyen a les branques omòtiques, txàdiques i cuixítiques orientals i meridionals. Les branques semítica, amaziga i egípcia no són tonals.

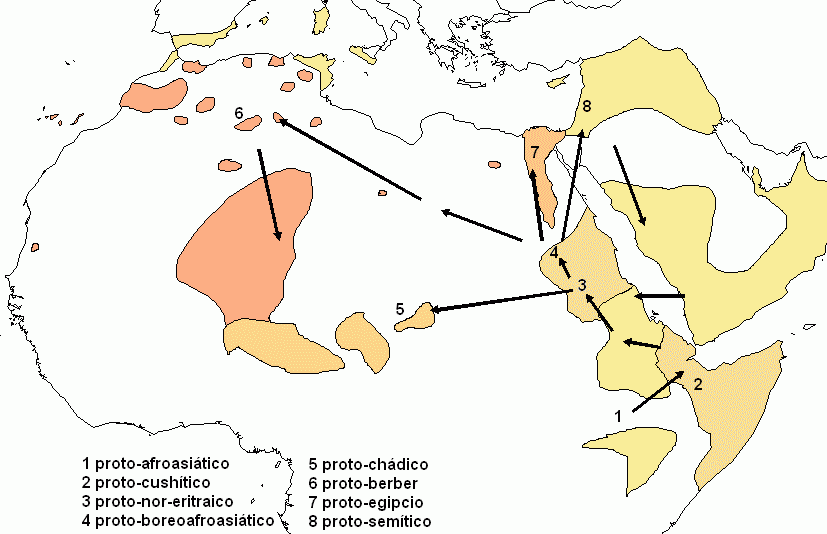
Expansió afroasiàtica

### Subfamílies principals
Els membres de la família afroasiàtica són classificats en sis subfamílies segons Ehret (1995):
1. llengües semítiques
2. llengua egípcia
3. llengües txadianes
4. llengües cuixítiques (s'hi discuteix la inclusió de la llengua beja)
5. llengües omòtiques

Els grups 2-3 prèviament es van aplegar dins d'un suposat grup camític, però no sembla que n'hi hagi criteris sòlids per agrupar-les juntes dins de la família. La llengua ongota sol classificar-se dins de les afroasiátiques, però no n'hi ha consens sobre la seva classificació dins de la família (en part per falta d'informació). Harold Fleming suggereix que podria ser una branca independent dins de les llengües afroasiàtiques que no és omòtica.
El problema d'establir una classificació d'ordre major entre aquests grups bàsics és més complicada i existeix una gran pluralitat entre les propostes presentades pels especialistes.
Aquestes llengües no s'han pogut classificar en cap d'aquests grups:
- Badawiya
- Amazic
- Mbugu

Es discuteix la inclusió del kujarge en la família afroasiàtica.

## Història de la classificació de les llengües afroasiàtiques
Els acadèmics medievals de vegades unien dues o més branques de llengües afroasiàtiques en una de sola; ja en el segle ix, el gramàtic hebreu Judah ibn Quraysh de Tiaret, Algèria, va observar la relació entre les llengües amazigues i les semítiques gràcies al fet que tenia coneixements d'aquestes últimes per mitjà de l'hebreu, l'àrab i l'arameu.
A l'inici del segle xix, alguns estudiosos europeus comencen a suggerir aquesta relació; d'aquesta forma, el 1844 Th. Benfey suggerí l'existència d'una família de llengües que en contenia les semítiques, amazigues i cuixítiques (aquestes anomenant-les etíops). El mateix any, T. N. Newman suggerí la relació entre les semítiques i hausa, però aquest parentiu semblava incert per a alguns i provocà desacords entre lingüistes. Friedrich Müller el 1876 en el seu Grundriss der Sprachwissenschaft, agrupà en una família que va anomenar "camitosemítica" un grup semític, més un altre "camític" que contenia l'egipci, l'amazic i el cuixita; el grup txàdic no va ser inclòs en aquesta agrupació. Aquesta classificació no es basava en criteris exclusivament lingüístics, ja que també tenia en compte criteris antropològics i ètnics.
Leo Reinisch (1909) afirmà que les llengües cuixítiques i txàdiques estaven força emparentades, mentre que, per contra, creia que la subfamília egípcia i la *semítica estaven més distanciades; però aquest plantejament no fou ben acceptat. Marcel Cohen (1924) va rebutjar la idea que es distingís un subgrup "camític", i inclogué la llengua txàdica hausa en la seva comparativa de vocabulari camitosemític. Joseph Greenberg (1950) confirmà amb vehemència el mateix rebuig de Cohen contra l'agrupació en llengües "camítiques", subclasificant-hi les llengües txàdiques, i proposà un nou nom per a la família: família afroasiàtica. La classificació proposada per Greenberg fou gairebé universalment acceptada. El 1969, Harold Fleming va proposar que es reconeguessin les llengües omòtiques com una cinquena branca, en lloc de les afirmacions prèvies que les situaven com a subgrup dins de les cuixítiques, proposta que també ha estat àmpliament acceptada. Diversos estudiosos, inclòs Harold Fleming i Robert Hetzron, han qüestionat la inclusió que se sol fer del beja dins de les cuixítiques, però aquesta afirmació no té massa suport.
Hi ha poc d'acord respecte a la subclassificació de les cinc o sis branques esmentades; no obstant això, Christopher Ehret (1979), Harold Fleming (1981), i Joseph Greenberg (1981) estan d'acord que l'omòtica en fou la primera branca que es diferencià de la resta. De tota manera, Ehret aplega l'egipci, amazic i semític en un subgrup afroasiàtic del nord; Paul Newman (1980) agrupa amazic amb txàdic i egipci amb semític, i es qüestiona la inclusió de l'omòtic; Fleming (1981) divideix l'afroasiàtic no-omòtic, o "eritreu", en tres grups, cuixític, semític, i "la resta"; més tard va afegir semític i beja a "la resta", i en suggerí l'ongota com una possible tercera branca. Lionel Bender (1997) advoca per una branca "macrocuixítica" dins la qual es troben l'amazic, cuixita, i semític, mentre que suggereix que el txàdic i l'omòtic són les llengües més antigues de les altres branques. Vladimir Orel i Olga Stolbova (1995) agrupen l'amazic amb el semític, el txàdic amb l'egipci, i divideixen les cuixítiques en cinc o més subfamílies independents de la família afroasiàtica: afirmen que és més aviat un Sprachbund en comptes d'una veritable subfamília.
| Newman (1980)                                                                       | Fleming (post 1981)                                                                               | Ehret (1995)                                                                     | Orel & Stobova (1995)                                                                             | Bender (1997)                                                    | Militarev (2000)                                            | Theil (2006)                       |
| ----------------------------------------------------------------------------------- | ------------------------------------------------------------------------------------------------- | -------------------------------------------------------------------------------- | ------------------------------------------------------------------------------------------------- | ---------------------------------------------------------------- | ----------------------------------------------------------- | ---------------------------------- |
| - Berberotxàdic - Egiptosemític - Cuixític (l'omòtic resta exclòs de l'afroasiàtic) | - Omòtic - Eritreu: - Cuixític - Ongotà? - No etiòpic - Txàdic - Berber - Egipci - Semític - Beja | - Omòtic - Cuixític - Txàdic - Afroasiàtic del Nord: - Egipci - Berber - Semític | - Berberosemític - Txadicoegipci - Omòtic - Beja - Agaw - Sidàmic - Terres Baixes de l'est - Rift | - Omòtic - Txàdic - Macrocuixític: - Berber - Cuixític - Semític | - Omòtic - Cuixític - No etiòpic: - Semític - Berberotxàdic | (exclou l'omòtic de l'afroasiàtic) |

## Característiques comunes icognats

### Fonologia
El sistema vocàlic reconstruït pel protoafroasiàtic és relativament simple i està format per tres vocals breus /i, a, o/ i tres vocals llargues /ī, ā, ū/. En canvi, el sistema consonàntic presenta més incerteses. Els especialistes que han treballat en lingüística històrica comparada no han arribat a un acord sobre el nombre de consonants i l'inventari. La reconstrucció d'Ehret (1995) inclou 42 consonants mentre que la d'Orel i Stolbova (1995) inclou 33 consonants. El següent quadre dona un inventari combinat d'ambdues reconstruccions (els fonemes entre parèntesis () són reconstruïts per Ehret, però no per Orel i Stolbova, mentre que els que estan entre claudàtors < > són reconstruïts per Orel i Stolbova, però no per Ehret):
|           | Labial | Lateral | Alveolar | Palatal | Velar | Labiovelar | Uvular | Faringal | Glotal |
| --------- | ------ | ------- | -------- | ------- | ----- | ---------- | ------ | -------- | ------ |
| Oclusiva  | (*pʼ)  |         | *tʼ      |         | <*kʼ> | (*kʼʷ)     | <*qʼ>  |          |        |
| Oclusiva  | <*p>   |         | *t       |         | <*k>  | (*kʷ)      | <*q>   |          | *ʔ     |
| Oclusiva  | *b     |         | *d       |         | <*g>  | (*gʷ)      |        |          |        |
| Africada  |        | *t͡ɬʼ    | <*ʦʼ>    | *ʧʼ     |       |            |        |          |        |
| Africada  |        | <*t͡ɬ>   | <*ʦ>     | *ʧ      |       |            |        |          |        |
| Africada  |        | (*d͡ɮ)   | *ʣ       |         |       |            |        |          |        |
| Fricativa |        |         | (*sʼ)    |         |       |            |        |          |        |
| Fricativa | (*f)   | *ɬ      | *s       | (*ʃ)    | *x    | (*xʷ)      |        | *ħ       | *h     |
| Fricativa |        |         | (*z)     |         | (*ɣ)  | (*ɣʷ)      |        | *ʕ       |        |
| sonorant  | *m     |         | *n       | (*ɲ)    | (*ŋ)  | (*ŋʷ)      |        |          |        |
| sonorant  |        | *l      | *r       | *j      |       | *w         |        | <*ʀ>     |        |

### Gramàtica
Alguns trets que comparteixen diverses llengües afroasiàtiques inclouen:
- dos gèneres en el singular, marcant el femení amb el so /t/,
- El nom distingeix tres casos morfològics (absolutiu/acusatiu, nominatiu i genitiu) i es reconstrueixen essencialment les mateixes marques per a la majoria de branques de la família.
- de tipologia VSO amb algunes tendències cap a SVO,
- una sèrie de consonants emfàtiques, que solen ser glotals, faringals o oclusives, i
- morfologia mitjançant esquemes vocàlics (templatic morphology en anglès), en la qual les paraules es flexionen mitjançant canvis interns, així com amb prefixos i sufixos.

En els sistemes verbals semític, amazic i cuixític (inclòs el beja) la conjugació verbal de persona es fa mitjançant prefixos:
| GLOSA          | Àrab (semític) | Cabileny (amazic) | Saho (cuixític) [verb "matar"] | Beja (verb "arribar") |
| -------------- | -------------- | ----------------- | ------------------------------ | --------------------- |
| 'moro'         | ʔamuutu        | mmuteɣ            | agdifé                         | aktim                 |
| 'mors' (masc.) | tamuutu        | temmuteḍ          | tagdifé                        | tiktima               |
| 'ell mor'      | yamuutu        | yemmut            | yagdifé                        | iktim                 |
| 'ella mor'     | tamuutu        | temmut            | yagdifé                        | tiktim                |
| 'morim'        | namuutu        | nemmut            | nagdifé                        | niktim                |
| 'moriu'        | tamuutuuna     | temmutem          | tagdifín                       | tiktimna              |
| 'moren'        | yamuutuuna     | mmuten            | yagdifín                       | iktimna               |

L'afix causatiu s s'empra en totes les subfamílies, però també es troba en altres grups, com en les llengües nigerocongoleses. Els sufixos del pronom possessiu es troben en les subfamílies semítica, amaziga, cuitxítica (inclòs el beja) i txàdica. Els pronoms sufixats usats tant amb noms com a verbs per a les diferents branques són:
| Branca   | Singular         | Singular | Singular | Singular          | Singular | Plural              | Plural   | Plural   | Plural                | Plural                |
| Branca   | 1ª               | 2ª m.    | 2ª f.    | 3ª m.             | 3ª f.    | 1ª                  | 2ª m.    | 2ª f.    | 3ªm.                  | 3ªf.                  |
| -------- | ---------------- | -------- | -------- | ----------------- | -------- | ------------------- | -------- | -------- | --------------------- | --------------------- |
| Egipci   | *-ay             | *-ku     | *-ki     | *-su              | *-si     | *-ina               | *-kina   | *-kina   | *-sina                | *-sina                |
| Semític  | *-ī, *-yaʔ, *-ni | *-ka     | *-ki     | *-šu              | *-ši     | *-na, *-nu, *-ni    | *-kumu   | *-kina   | *-šumu                | *-šina                |
| Amazic   | -i, -i-n         | -k       | -(k)m    | -s                | -s       | -nγ                 | -un      | -unt     | *-sn                  | *-snt                 |
| Cuixític | *-yi, *-yu, *-ya | *-ku     | *-ki     | *(ʔi)-su *(ʔi)-sa | *(ʔi)-st | *(ʔi)-na *-nu, *-ni | *-kun(V) | *-kin(V) | *(ʔi)-sunV *(ʔi)-sinV | *(ʔi)-sunV *(ʔi)-sinV |
| Txàdic   | wa, ni           | -ka      | -kim     | ši                | ta       | -na                 | kun      | kun      | sun                   | sun                   |
| Omòtic   | yi-n             |          |          | iz-n              | iž-n     | -in                 |          |          | iš-n                  | iš-n                  |
| PROTO-AA | *i / *yi         | *ku, *ka | *ki      | *si               | *isi     | *ʔina               | *kūna    | *kūna    | *su, (*suna)          | *su, (*suna)          |

En què les dades de l'amazic procedeixen del chelja, mentre que els del txàdic procedeixen del hausa. Les formes amb asterisc es refereixen a la protollengua reconstruïda que va donar origen a la branca. I les abreviatures m. i f. es refereixen a la forma de masculí i de femení.
Aquest quadre resumeix la flexió nominal que se'n troba en diferents branques:
| Cas       | Sufix | Reflexos específics en cada branca | Reflexos específics en cada branca | Reflexos específics en cada branca | Reflexos específics en cada branca | Reflexos específics en cada branca |
| Cas       | Sufix | Semític                            | Cuixític                           | Amazic                             | Egipci (?)                         | Omòtic (?)                         |
| --------- | ----- | ---------------------------------- | ---------------------------------- | ---------------------------------- | ---------------------------------- | ---------------------------------- |
| Absolutiu | *-a   | *-a (Acusatiu)                     | *-a                                | * ā-                               | *-a                                |                                    |
| Nominatiu | *-u   | *-u                                | *-i / *-u                          | * wā-                              | -w                                 | *-u                                |
| Genitiu   | *-i   | *-i                                | *-i                                |                                    | *-i                                | *-i                                |

### Cognats
Alguns cognats en són:
- b-n- 'construir' (Ehret: * bĭn), testificat en txàdic, semític (*bny), cuixític (* mĭn/* măn "casa") i omòtic (Dime bin- 'construir, crear');
- m-t 'morir' (Ehret: * maaw), testificat en txàdic (p. ex., hausa mutu), egipci (mwt, mt, copte mu), amazic (mmet, pr. yemmut), semític (* mwt), i cuixític (protosomali * umaaw/* -am-w(t)- 'morir')
- s-n 'saber', testificat en txàdic, amazic i egipci;
- l-s 'llengua' (Ehret: *lis' 'xuclar'), testificat en semític (* lasaan/lisaan), egipci (ns, copte las), amazic (iles), txàdic (p. ex., hausa harshe) i possiblement omòtic (Dime lits'- 'llepar');
- s-m 'nom' (Ehret: * sŭm / * sĭm), testificat en semític (* sm), amazic (isem), txàdic (p. ex., hausa suna), cuixític, i omòtic (tot i que la forma amaziga, isem, i la forma omòtica, sunts a vegades s'atribueixen a préstecs semítics), l'egipci smi 'informar, anunciar' pot ser també cognat.
- d-m 'sang' (Ehret: * dîm / * dâm), testificat en amazic (idammen), semític (* dam), txàdic, i discutiblement en omòtic. El cuixític * dîm/* dâm, 'roig', pot ser cognat.

Els numerals per a diferents branques són aquests:
| Glosa     | protoamazic              | protosemític             | egipci clàssic | cuixític oriental | txàdic (hausa) |
| --------- | ------------------------ | ------------------------ | -------------- | ----------------- | -------------- |
| 1         | *ywən                    | *aħad                    | *wúʔuw         | *mitto            |                |
| 2         | *sin (mas.) *snat (fem.) | *θin (mas.) *θnat (fem.) | *sinúway       | *lamo             | čan-           |
| 3         | *krad                    | *θalāθ-                  | *sase          |                   |                |
| 4         | *kuzˁ                    | *ʔarbaʕ                  | *yifd          | *šoole            | fuɗu           |
| 5         | *səmmus                  | *xamis-                  | *dīway         | *omute            |                |
| 6         | *sədis                   | *šdiθ-                   | *says          | *leho             |                |
| 7         | *sa                      | *šabʕ-                   |                | *lamala           |                |
| 8         | *tma-                    | *θamāniy-                |                | *saddzee          |                |
| 9         | *tza                     | *tisʕ-                   | *pisīdʲ-       | *honso            |                |
| 10        | *mraw                    | *ʕaɬr                    | *mūdʲw         | *ton-me           |                |
| 'llengua' | *ils                     | *lisan-                  | *las           | ils               | *ha.lsə        |